# Кослан (сельское поселение)
Ко́слан — административно-территориальная единица (административная территория село с подчинённой ему территорией) и муниципальное образование (сельское поселение с полным официальным наименованием муниципальное образование сельского поселения «Кослан») в составе муниципального района Удорского в Республике Коми Российской Федерации.
Административный центр — село Кослан.

## История
Статус и границы административной территории установлены Законом Республики Коми от 6 марта 2006 года № 13-РЗ «Об административно-территориальном устройстве Республики Коми».
Статус и границы сельского поселения установлены Законом Республики Коми от 5 марта 2005 года № 11-РЗ «О территориальной организации местного самоуправления в Республике Коми»

## Население
| 2010  | 2011  | 2012  | 2013  | 2014  | 2015  | 2016  |
| ----- | ----- | ----- | ----- | ----- | ----- | ----- |
| 2533  | ↘2516 | ↘2462 | ↘2382 | ↘2319 | ↘2257 | ↘2235 |
| 2017  | 2018  | 2019  | 2020  | 2021  |       |       |
| ↘2233 | ↘2187 | ↘2114 | ↘2088 | ↘1940 |       |       |

## Состав
Состав административной территории и сельского поселения:
| № | Населённый пункт | Тип населённого пункта       | Население |
| - | ---------------- | ---------------------------- | --------- |
| 1 | Ёлькыб           | деревня                      | 5         |
| 2 | Кослан           | село, административный центр | ↘1879     |
| 3 | Ыджыдъяг         | посёлок                      | 240       |

## Карты
- [mapp38.narod.ru/map2/index05.html Топографическая карта P-38-V,VI. Благоево]